# Gornja Trstenica
Gornja Trstenica is een plaats in de gemeente Gvozd in de Kroatische provincie Sisak-Moslavina. De plaats telt 102 inwoners (2001).